# シープスヘッド・ベイ駅
シープスヘッド・ベイ駅（英: Sheepshead Bay）はブルックリン区のシープスヘッド・ベイ・ロードと東16丁目交差点西側に位置するニューヨーク市地下鉄BMTブライトン線の駅である。B系統が平日のみ、Q系統が終日停車する。

## 駅構造
| P ホーム階 | 南行緩行線                                 | ← コニー・アイランド-スティルウェル・アベニュー駅行き（ブライトン・ビーチ駅）                 |
| P ホーム階 | 島式ホーム、到着番線に応じた側のドアが開く |                                                                                               |
| P ホーム階 | 南行急行線                                 | ← 平日：ブライトン・ビーチ駅行き（終点）                                                      |
| P ホーム階 | 北行急行線                                 | → 平日：145丁目駅行き、ベッドフォード・パーク・ブールバード駅行き（キングス・ハイウェイ駅） → |
| P ホーム階 | 島式ホーム、到着番線に応じた側のドアが開く |                                                                                               |
| P ホーム階 | 北行緩行線                                 | → 96丁目駅行き（ネック・ロード駅） →                                                          |
| G          | 地上階                                     | 出入口                                                                                        |
| G          | 駅舎                                       | 改札口、詰所、メトロカード券売機                                                              |

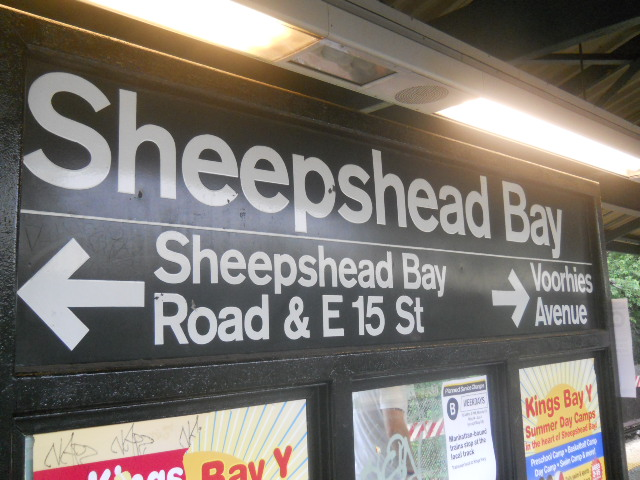
駅名標

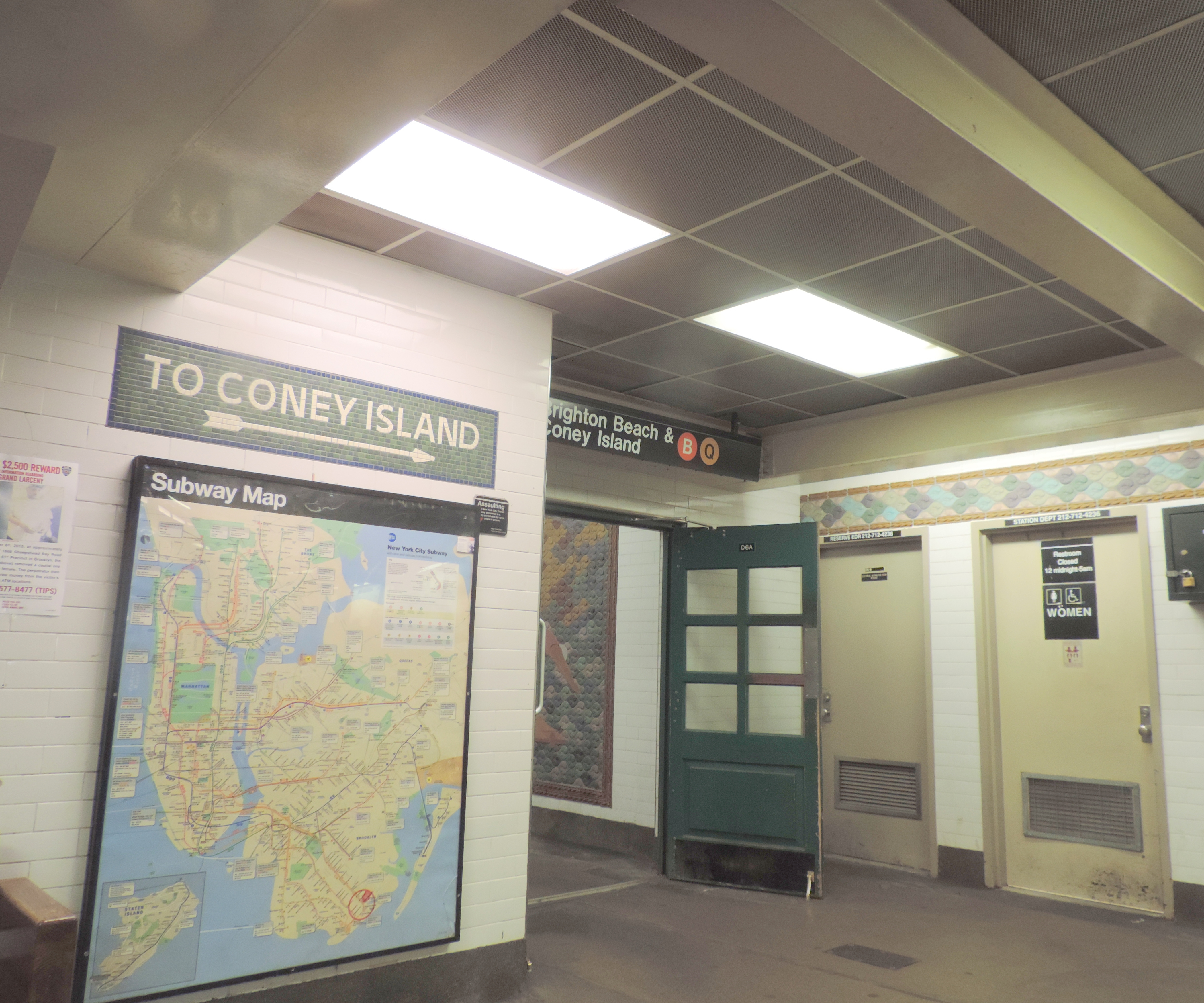
改札階のモザイク

駅は島式ホーム2面4線で、盛土上に設置されている。1997年から1998年にかけて改装された。
1998年よりアートワークPostcards from Sheepshead Bay（制作者はDeborah Goletz）が設置されている。

### 出口
シープスヘッド・ベイ・ロード側の改札は終日営業である。改札からはシープスヘッド・ベイ・ロードと東16丁目交差点の南西に接続している。また、ヴォールヒーズ・アベニューへの改札が南端にある。
改札にはブルックリン・マンハッタン・トランジット仕様のモザイクが残っている。

## 大衆文化にて
映画『摩天楼を夢みて』で当駅が映っている。